# Station Shin-Kami
Station Shin-Kami (新加美駅, Shin-Kami-eki) is een spoorwegstation in de wijk Hirano-ku in de Japanse stad Osaka. Het wordt aangedaan door de Osaka Higashi-lijn. Het station heeft twee zijperrons en ligt 100 meter ten noordwesten van het station Kami.

## Treindienst

### JR West
| 1 | ■ Osaka Higashi-lijn | richting Hanaten |
| 2 | ■ Osaka Higashi-lijn | richting Kyūhōji |

## Geschiedenis
Het station werd in 2008 geopend. 

## Overig openbaar vervoer
Bus 18A

## Stationsomgeving
- Station Kami aan de Yamatoji-lijn
- Hoofdkantoor van Icom
- Matsui-ziekenhuis
- Stadsdeelkantoor van Hirano-ku
- 7-Eleven
- Mandai (supermarkt)
- FamilyMart

Stations in aanbouw: Shin-Osaka · Nishi-Suita · Awaji · Miyakojima · Noe · Shigino 

Stations reeds in gebruik: Hanaten · Takaida-Chūō · JR Kawachi-Eiwa · JR Shuntokumichi · JR Nagase · Shin-Kami · Kyūhōji